# ريتشارد بوير سميث
ريتشارد بوير سميث (بالإنجليزية: Richard Bowyer Smith)‏ هو مهندس ومخترِع أسترالي، ولد في 1837 في لندن في المملكة المتحدة، وتوفي في 1919 في سوبياكو ‏ في أستراليا.